# Hebe lewisii
Hebe lewisii é uma espécie de planta do gênero Hebe.